# Sick Scenes
Sick Scenes è il sesto album in studio del gruppo rock gallese Los Campesinos!, pubblicato nel 2017.

## Tracce
1. Renato Dall'Ara (2008) – 2:48
2. Sad Suppers – 3:37
3. I Broke Up in Amarante – 3:14
4. A Slow, Slow Death – 4:01
5. The Fall of Home – 2:57
6. 5 Flucloxacillin – 3:09
7. Here's to the Fourth Time! – 3:45
8. For Whom the Belly Tolls – 3:24
9. Got Stendhal's – 5:27
10. A Litany/Heart Swells – 3:27
11. Hung Empty – 4:30